# Madelyn Clineová
Madelyn Renee Clineová, nepřechýleně Cline (* 21. prosince 1997 Charleston, Jižní Karolína), je americká herečka a modelka. Hrála Sarah Cameronovou v seriálu pro teenagery Outer Banks (2020–současnost) a postavu Whisky v mysteriózním filmu Riana Johnsona Na nože: Glass Onion (2022).

## Život
Cline se narodila realitní agentce Pam a inženýrovi Markovi a vyrůstala v Goose Creek v Jižní Karolíně poblíž Charlestonu. Krátce studovala na Coastal Carolina University, ale školu opustila. Přestěhovala se do Los Angeles, aby se dále věnovala herectví.

## Kariéra
V mládí v New Yorku vystupovala v televizních reklamách, například pro T-Mobile, Nextwear a Sunny D. Brzy však začala být obsazována do menších rolí. Hrála například postavu Chloe ve filmu Vymazaný kluk a Taylor Wattsovou ve Vice Principals. Opakovaně se také objevila v The Originals a Stranger Things.
V roce 2018 byla Clineová obsazena do role Sarah Cameronové v seriálu Outer Banks, jehož první řada vyšla 15. dubna 2020. Druhá řada seriálu měla premiéru v červenci 2021. V červnu 2021 byla obsazena do role v Na nože: Glass Onion.

## Osobní život
V červnu 2020 Clineové oznámila, že je ve vztahu se svým kolegou z Outer Banks Chase Stokesem. V říjnu 2021 pár oznámil, že se rozešel.

## Filmografie
| Rok  | Titul                  | Role           | Poznámky |
| ---- | ---------------------- | -------------- | -------- |
| 2011 | 23rd Psalm: Redemption | Maya Smithová  |          |
| 2016 | Savannah Sunrise       | Willow         |          |
| 2018 | Vymazaný kluk          | Chloe          |          |
| 2021 | This Is the Night      | Sophia Larocca |          |
| 2021 | What Breaks the Ice    | Emily          |          |
| 2022 | Na nože: Glass Onion   | Whisky         |          |

| Rok             | Titul           | Role               | Poznámky    |
| --------------- | --------------- | ------------------ | ----------- |
| 2016            | The Jury        | Grace Alexanderová | TV film     |
| 2016–2017       | Vice Principals | Taylor Watts       | 3 epizody   |
| 2017            | The Originals   | Jessica            | 3 epizody   |
| 2017            | Stranger Things | Tina               | 2 epizody   |
| 2020–současnost | Outer Banks     | Sarah Cameronová   | Hlavní role |

| Rok  | Titul     | Umělec               | Role |
| ---- | --------- | -------------------- | ---- |
| 2020 | Hot Stuff | Kygo s Donnou Summer | sama |